# Juliusz Andrzej Strzetelski
Juliusz Andrzej Strzetelski (ur. 24 stycznia 1938 we Lwowie, zmarł 23 lutego 2016 w Krakowie) – prof. zw. Instytutu Zootechniki – Państwowego Instytutu Badawczego, uznany autorytet naukowy z zakresu żywienia i fizjologii zwierząt przeżuwających; ceniony wykładowca i popularyzator wiedzy na temat naukowych podstaw prawidłowego bilansowania i normowania dawek żywieniowych.

## Życiorys
Był wnukiem Kazimierza, leśniczego z Kałusza i synem Czesława, lekarza weterynarii oraz Anny z.d. Marek, córki urzędnika państwowego ze Lwowa. Po swoich przodkach odziedziczył zamiłowanie do przyrody i zwierząt hodowlanych. Urodził się w 1938 r. we Lwowie. Po uzyskaniu świadectwa maturalnego w I Liceum Ogólnokształcącym im. Bartłomieja Nowodworskiego w Krakowie w 1959 r. podjął studia na Wydziale Zootechnicznym Wyższej Szkoły Rolniczej w Krakowie. Stopień magistra uzyskał na podstawie wykonanej pod kierunkiem profesora Zygmunta Ewy’ego pracy magisterskiej pt. „Wpływ światła na czynność tarczycy u świń”. W 1964 r. podjął pracę w Katedrze Ogólnej Hodowli Zwierząt Wyższej Szkoły Rolniczej w Krakowie. W roku 1965 rozpoczął pracę w Zakładzie Fizjologii i Żywienia Zwierząt Instytutu Zootechniki w Krakowie, kierowanym przez prof. Rajmunda Rysia, gdzie pełnił obowiązki zastępcy, a następnie kierownika Pracowni Doświadczalnictwa Żywieniowego w Zootechnicznym Zakładzie Doświadczalnym Instytutu Zootechniki oraz głównego specjalisty do spraw hodowli bydła w Zakładzie. W roku 1974 uzyskał stopień naukowy doktora nauk rolniczych (na podstawie rozprawy doktorskiej pt.: „Wpływ celulozy i skrobi w dawce paszowej na niektóre wskaźniki przemiany azotowej u buhajków opasowych”). W roku 1975 został kierownikiem Pracowni Żywienia Przeżuwaczy, a później od 1994 kierował Zespołem ds. Żywienia Zwierząt Przeżuwających w Zakładzie Żywienia Zwierząt Instytutu Zootechniki. W roku 1998 po przedstawieniu rozprawy habilitacyjnej pt.: „Wpływ zastosowania nowych zasad bilansowania dawek pokarmowych na efekty żywienia krów krajowych ras mlecznych o różnym genotypie” Rada Naukowa Instytutu Zootechniki nadała mu stopnień naukowy doktora habilitowanego nauk rolniczych w dyscyplinie zootechnika. Po uzyskaniu w roku 2001 tytuł naukowy profesora nauk rolniczych, awansował na stanowisko profesora zwyczajnego Instytutu Zootechniki.
Pełnił również liczne funkcje kierownicze min. w ramach dwóch kolejnych edycji unijnego programu pomocowego dla polskiego rolnictwa PHARE (w latach 1994– 1995, 1996–1997) oraz projektów badawczych, finansowanych ze środków przyznanych przez Komitet Badań Naukowych oraz Ministra Nauki i Informatyzacji, jak również nadzorowanie realizacji badań na bydle w ramach Programu Rządowego PR-4, szacującego optymalizację produkcji i spożycia białka (w latach 1976–1985), w ramach Centralnego Programu Badawczo-Rozwojowego, oceniającego możliwości wykorzystania pasz z użytków zielonych (w latach 1986–1990). Najważniejsze osiągnięcia naukowe to: opracowania charakteryzujące wartość pokarmową w żywieniu przeżuwaczy różnorodnych pasz (preparaty keratynowych uzyskiwane z ptasich piór, mocznik, zielonki i susze z krajowych pasz, nasiona roślin motylkowych, nasiona, śruty i wytłoki z nasion rzepaku, niemodyfikowana genetycznie soja). Był współautorem kolejnych wydań Polskich Norm, Norm Żywienia Zwierząt Gospodarskich, Norm Żywienia Bydła (1974, 1981, 1982, 1985 i 1993), Współautor polskiego opracowania pt.: „Normy żywienia bydła, owiec i kóz. Wartość pokarmowa francuskich i krajowych pasz dla przeżuwaczy” (IZ-INRA, 1993) oraz wielokrotne wydania kolejnych aktualizacji („Zalecenia żywieniowe dla zwierząt przeżuwających. Wartość pokarmowa francuskich i krajowych pasz dla przeżuwaczy”, 2001, 2004 i 2009), a także „Zalecenia Żywieniowe dla Przeżuwaczy. Tabele wartości pokarmowej pasz” (2014). Jego dorobek obejmuje 146 oryginalnych prac naukowych, z których większość została opublikowana w języku angielskim lub niemieckim w czasopismach o międzynarodowym zasięgu. Wypromował 5 doktorów, a dwóch pracowników z Jego Zespołu uzyskało tytuły profesorskie. Był żonaty z Jadwigą zd. Waligórską z którą miła syna Piotra. Został pochowany w rodzinnym grobowcu na cmentarzu w Krakowie-Bieżanowie przy ul. Mała Góra.